# Tumpalia ruficeps
Tumpalia ruficeps är en insektsart som först beskrevs av Lucien Chopard 1951.  Tumpalia ruficeps ingår i släktet Tumpalia och familjen syrsor. Inga underarter finns listade i Catalogue of Life.